# 保留权力
保留權力（英語：Reserved Powers），亦稱“剩餘權力（ / ）”，指的是法律既沒有禁止也沒有明確授予任何政府機關的權力。之所以賦予這些權力及一般權限，是因為在立法中詳細說明國家允許執行的每項行為是不切實際的。

## 國家範例

### 普通法國家
英國及其他法律體系基於普通法系國家，例如：加拿大、印度、以色列和愛爾蘭等，都有與保留權力相似的法律框架。

#### 澳大利亞
在澳大利亞，儘管其憲法具有中央集權的性質，但是其高等法院採用了“保留權力原則”。該原則直至1920年才正式啟用，以盡可能多地保留各州可以從憲法中解釋的自治權。但該原則因“工程師案”而改變，該案例導致保留權力被授予給英聯邦。

#### 加拿大
在加拿大，保留權力屬於聯邦政府。

### 美國
在美國，《美國憲法第十修正案》規定，任何未明確授予美國聯邦政府的權力都屬於美國各州。 然而自第二次世界大戰以來，美國最高法院一直對挑戰美國國會權力的案件持反對判決，除倫奎斯特法院外。 實際上，最高法院已裁定國會有權決定其權力範圍。